# Khwe
Le khwe, également écrit kxoe ou khoe, est une gamme dialecticale de la famille des langues khoe de Namibie, d'Angola, du Botswana, d'Afrique du Sud et de certaines parties de la Zambie, avec quelque 8 000 locuteurs.

## Classification
Le khwe fait partie de la famille des langues Khoe. La réunion du groupe de travail sur les minorités autochtones en Afrique du Sud (WIMSA pour Working Group of Indigenous Minorities in South Africa en anglais) a produit la Déclaration de Penduka sur la normalisation des langues Ju et Khoe, qui recommande que le khwe soit classé comme faisant partie de la famille centrale Khoe-San, un groupe de langues comprenant le khwe, l'ǁAni et le buga.
Khwe est l'orthographe recommandée par la Déclaration de Penduka, mais la langue est également appelée Kxoe, Khoe-dam et Khwedam. Les mots Barakwena, Barakwengo et Mbarakwena font référence aux locuteurs de la langue et sont considérés comme péjoratifs.

## Histoire
Les locuteurs de langue khwe ont vécu dans le « bush » des régions d'Afrique subsaharienne pendant plusieurs milliers d'années. Des témoignages de locuteurs khwe montrent que leurs ancêtres sont venus des collines de Tsodilo, dans le delta de l'Okavango, où ils utilisaient principalement des techniques de chasseurs-cueilleurs pour leur subsistance. Ces témoignages indiquent également que les locuteurs khwe actuels se sentent dépourvus de terres et ont l'impression que les gouvernements du Botswana et de la Namibie ont pris leurs terres et leurs droits.
Jusque dans les années 1970, la population de langue khwe vivait dans des régions inaccessibles à la plupart des Occidentaux, dans des parties reculées de la Namibie, de l'Angola, de la Zambie, du Botswana et de l'Afrique du Sud. Depuis lors, leurs moyens de subsistance ne sont plus leurs techniques de chasseurs-cueilleurs mais plutôt des pratiques occidentales. La première éducation en langue bantoue  que les locuteurs de khwe ont reçue a eu lieu en 1970 dans une colonie de Mùtcʼiku, à proximité de la rivière Okavango.
Certains soutiennent que cela a mis la langue dans un état de déclin, car les populations plus jeunes ont appris des langues bantoues, telles que le tswana. Le khwe est appris localement comme seconde langue en Namibie, mais se perd au Botswana à mesure que les locuteurs se tournent vers le tswana. On dit également que cela a conduit à un élargissement sémantique du sens des mots dans la langue khwe. Par exemple, le verbe « écrire », ǁgàràá, était autrefois utilisé pour décrire une « activité que les membres de la communauté effectuent lors des cérémonies de guérison. » L'élargissement sémantique de la signification des mots a également imprégné d'autres parties de la langue khwe, telles que la nourriture, les animaux et d'autres formes de dénomination qui, selon certains, ont introduit la non-conformité. Malgré cela, la signification originelle de ces mots est toujours comprise et utilisée lors des pratiques culturelles Khwe.
Alors que les locuteurs de khwe avaient très peu de contacts avec les étrangers jusqu'en 1970, il y eut toutefois une interaction limitée entre les khwe et les missionnaires au début et au milieu du XXe siècle. Les missionnaires, pour la plupart, n'ont pas réussi à convertir la population de langue khwe. Les missionnaires ont par contre introduit auprès des populations Khwe la culture et les langues occidentales, en plus des langues bantoues.

## Prononciation
Le khwe possède 70 consonnes, dont 36 clics, ainsi que 25 voyelles, dont des diphtongues et des voyelles nasalisées. Le système de tons khwe a été analysé comme contenant 9 tons syllabiques (3 registres et 6 contours), bien que des analyses plus récentes n'identifient que 3 tons lexicaux, haut, moyen et bas, avec la mora comme unité de base de la structure phonologique. Les processus de ton sandhi sont courants en khwe et dans les langues apparentées.

### Voyelles
|            | Ant | Centrale | Postérieure |
| ---------- | --- | -------- | ----------- |
| Fermée     | i   |          | u           |
| Mi-fermée  | e   |          | o           |
| Mi-ouverte | ɛ   |          | o           |
| Ouverte    |     | a        |             |

| Diphtongues | Diphtongues           | Diphtongues | Diphtongues | Diphtongues |
| ----------- | --------------------- | ----------- | ----------- | ----------- |
| Fermée      | interface utilisateur | ue          | uɛ          | ua          |
| Mi-fermée   | ei                    | UE          |             |             |
| Mi-fermée   | oe                    | oɛ          | oh          |             |
| Ouverte     | ae                    | ao          |             |             |

- / o / est réalisé comme [o] lorsqu'il est allongé, mais est réalisé comme [ɔ] s'il est prononcé court.
- Trois voyelles nasales sont reconnues : /ã ĩ ũ/. Un /õ/ nasal existe aussi, mais seulement dans les diphtongues comme /õã/.
- Les diphtongues nasalisés incluent /ãĩ, ũĩ, ãũ, õã/.
- /oɛ/ et /uɛ/ sont libres de variation avec /oe/ et /ue/, mais ne dépendent que des locuteurs.

### Consonnes
|                    |              | Labial | Alvéolaire | Poste alvéolaire | Palatale | Vélaire | Vélaire | Uvulaire | Glottique |
| plaine             | copain.      | Labial | Alvéolaire | Poste alvéolaire | Palatale |         |         | Uvulaire | Glottique |
| ------------------ | ------------ | ------ | ---------- | ---------------- | -------- | ------- | ------- | -------- | --------- |
| Nasale             | Nasale       | m      | n          |                  | ɲ        | ŋ       | ŋ       |          |           |
| Consonne occlusive | sans voix    | p      | t          |                  |          | k       | kʲ      | q        | ʔ         |
| Consonne occlusive | aspiré       | pʰ     | tʰ         |                  |          | kʰ      | kʰʲ     |          |           |
| Consonne occlusive | éjectif      |        | tʼ         |                  |          |         |         |          |           |
| Consonne occlusive | voisé        | b      | d          |                  |          | ɡ       | ɡʲ      |          |           |
| Consonne occlusive | prénasal     | ᵐb     | ⁿd         |                  |          | ᵑɡ      | ᵑɡ      |          |           |
| Affriqué           | sans voix    |        |            | t͡ʃ               |          |         |         |          |           |
| Affriqué           | voisé        |        |            | d͡ʒ               |          |         |         |          |           |
| Affriqué           | vélaire      |        | tx         | t͡ʃx              |          |         |         |          |           |
| Affriqué           | éjectif      |        |            | t͡ʃʼ              |          | kxʼ     | kxʼ     |          |           |
| Fricatif           | sans voix    | f      | ( s )      | ʃ                | ( ç )    | x       | x       |          | h         |
| Fricatif           | voisé        | v      |            |                  |          |         |         |          |           |
| Trille             | Trille       |        | r          |                  |          |         |         |          |           |
| Approximatif       | Approximatif |        | ( l )      |                  | j        | w       | w       |          |           |

- / ʃ / est réalisé  [ç] uniquement en Buma-Khwe, mais [s] en ǁXo-Khwe et en Buga-Khwe, et  [ʃ] en ǁXom-Khwe
- /l/ ne se trouve que dans les emprunts.

### Clicks
Les inventaires de clic Khoe combinent généralement quatre types de constrictions antérieures avec neuf à onze constrictions antérieures. La taille exacte de l'inventaire des clics à Khwe n'est pas claire. Köhler a établi un inventaire de 36 phonèmes de clic, à partir de combinaisons de quatre influx /ǀ ǂ !! ǁ/, et neuf efflux, ainsi qu'un clic alvéolaire sonore emprunté, ⟨ǃ̬⟩. Le khwe est la seule langue à avoir un clic vocal pré-nasalisé,.

### Tons
Il y a trois tons en khwe : haut /V́/, moyen /V̄/, bas /V̀/. Les voyelles longues et les diphtongues ont huit tons (il manque  seulement la combinaison * mi-bas).

## Syntaxe
Généralement, les langues khoisan fonctionnent d'après un ordre SV. Les langues centrales du Khoisan ont un ordre constitutif AOV dominant, y compris le khwe, bien que l'ordre OAV soit utilisé plus fréquemment dans les conversations informelles et la narration.
Le khwe a deux constructions multiverbales qui peuvent dénoter une série d'événements étroitement liés: les constructions de verbes en série (SVC) et les constructions de converbes. Un SVC exprime un événement complexe composé de deux événements uniques ou plus qui se produisent en même temps, et une construction de converbe marque la succession immédiate de deux événements ou plus.

## Vocabulaire
En opposition au postulat des universaux linguistiques  concernant la primauté du domaine visuel dans la hiérarchie des verbes de perception, le verbe de perception le plus largement employé en khwe est ǁám̀, « goûter, sentir, toucher ». Le khwe possède trois verbes de perception, les deux autres étant mṹũ « voir » et kóḿ « entendre », mais ǁám̀, qui est sémantiquement enraciné dans la perception orale, est utilisé pour transmettre des modes holistiques de perception sensorielle.
Le terme khwe xǀóa fonctionne à la fois comme un verbe « être petit » et comme une manière alternative d'exprimer la quantité « trois ». Ce terme est unique dans son ambiguïté parmi les termes numériques utilisés par les communautés  de chasseurs-cueilleurs africains.
Le khwe emploie un grand nombre de mots empruntés à l'afrikaans.

## Orthographe
En 1957, Oswin Köhler, fondateur de l'Institut für Afrikanistik de l'Université de Cologne, a conçu une orthographe du khwe. Il a publié trois volumes de textes et d'ébauches grammaticales, basés sur des observations de la langue et de la culture faites au cours de 30 ans de visites en Namibie. Comme l'orthographe de Köhler a été conçue à des fins académiques, ses volumes ont été publiés en allemand et en français, et donc inaccessibles aux Khwe eux-mêmes. Köhler n'a jamais tenté d'enseigner l'alphabétisation aux membres de la communauté khwe.
Les tentatives d'enseigner l'orthographe khwe aux locuteurs natifs n'ont commencé qu'en 1996, par des universitaires de l'institut qui ont repris le travail de Köhler. À la demande et avec la consultation des Khwe, l'orthographe a été révisée et simplifiée par Matthias Brenzinger et Mathias Schladt entre 1996 et 1997. Un recueil de contes folkloriques Khwe a été publié en 1999 par Christa Kilian-Hatz et David Naude, en utilisant l'orthographe révisée ainsi que des traductions interlinéaires et libres. Kilian-Hatz a publié aussi un dictionnaire du khwe, bien qu'écrit avec l'orthographe linguistique qui utilise des symboles de l'Alphabet Phonétique international au lieu de l'usage de script latin pour l'orthographe usuelle.
L'orthographe révisée n'a pas obtenu de statut officiel en Namibie. La langue khwe n'est pas enseignée en tant que matière ni utilisée comme langue d'enseignement dans l'enseignement classique, et il existe peu d'outils d'alphabétisation.